# Стефан Дечански (ТВ филм)
„Стефан Дечански” је југословенски музички ТВ филм из 1972. године. Режирао га је Арсеније Јовановић а сценарио је написао Енрико Јосиф.

## Улоге
| Глумац               | Улога            |
| -------------------- | ---------------- |
| Мирослав Чангаловић  | Оперски певач    |
| Александра Ивановић  | Оперска певачица |
| Радомир Раша Плаовић | (глас)           |